# Cosmia
Genre
Le genre Cosmia regroupe des lépidoptères (papillons) nocturnes de la famille des Noctuidae.
Il appartient à la sous-famille des Noctuinae, des Hadeninae ou des Xyleninae selon les classifications.

## Liste des espèces

### Espèces présentes en Europe
- Cosmia affinis (Linnaeus, 1767)
- Cosmia confinis Herrich-Schäffer, 1849
- Cosmia diffinis (Linnaeus, 1767)
- Cosmia pyralina (Denis & Schiffermüller, 1775) - la Pyraline
- Cosmia trapezina (Linnaeus, 1758) - le Trapèze